# 펑톈웨이
펑톈웨이(영어: Feng Tianwei, 중국어: 冯天薇, 1986년 8월 31일~)는 중화인민공화국 하얼빈 출신의 싱가포르 여자 탁구 선수이다. 2008년 싱가포르로 귀화했다.